# Салтики (Пасеговське сільське поселення)
Салтики́ (рос. Салтыки) — присілок у складі Кірово-Чепецького району Кіровської області, Росія. Входить до складу Пасеговського сільського поселення.
Населення становить 3 особи (2010).